# Graceland (série télévisée)
Pour les articles homonymes, voir Graceland (homonymie).
Graceland est une série télévisée américaine en 38 épisodes de 42 minutes créée par Jeff Eastin (en) et diffusée entre le 6 juin 2013 et le 17 septembre 2015 sur USA Network aux États-Unis et sur Bravo! au Canada.
En Belgique, la série est diffusée depuis le 28 juillet 2014 sur RTL-TVI, au Québec, depuis le 30 mai 2015 sur Séries+, en France d'outre-mer depuis le 20 août 2014 sur Antenne Réunion et en France, elle est disponible depuis le 21 juin 2017 sur Fox Play, et en Suisse sur RTS Deux.

## Synopsis
Les agents de différentes agences gouvernementales, aux objectifs et qualifications diamétralement opposés, sont engagés sur une périlleuse opération d'infiltration. Pour réussir cette mission, ils sont contraints de cohabiter dans une maison secrète, en Californie du Sud.

## Distribution

### Acteurs principaux
- Daniel Sunjata (VF : Marc Saez) : Agent du FBI Paul Briggs
- Aaron Tveit (VF : Alexandre Gillet) : Agent du FBI Mike Warren
- Vanessa Ferlito (VF : Géraldine Asselin) : Agent du FBI Catherine « Charlie » DeMarco
- Brandon Jay McLaren (VF : Serge Faliu) : Agent de l'ICE Dale « DJ » Jakes
- Manny Montana (VF : Éric Aubrahn) : Agent du FBI Joe « Johnny » Tuturro
- Serinda Swan (VF : Nathalie Karsenti) : Agent de la DEA Paige Arkin
- Scottie Thompson (VF : Véronique Picciotto) : Agent de la DEA Lauren Kincaid (saison 1)

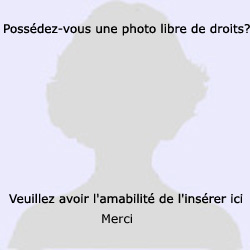
Daniel Sunjata interprète Paul Briggs
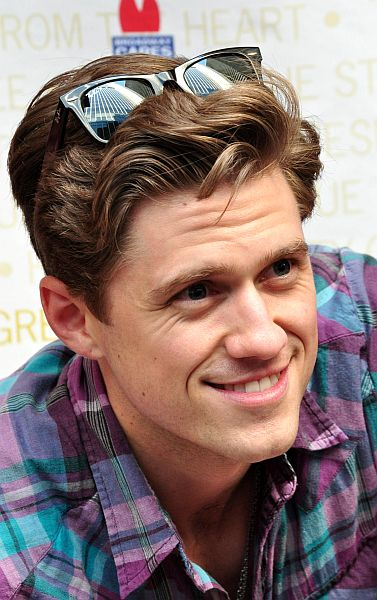
Aaron Tveit interprète Mike Warren
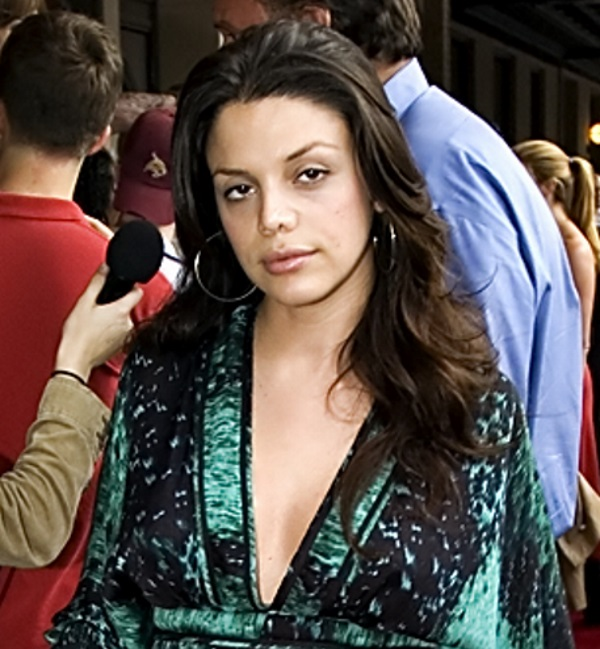
Vanessa Ferlito interprète Catherine « Charlie » DeMarco
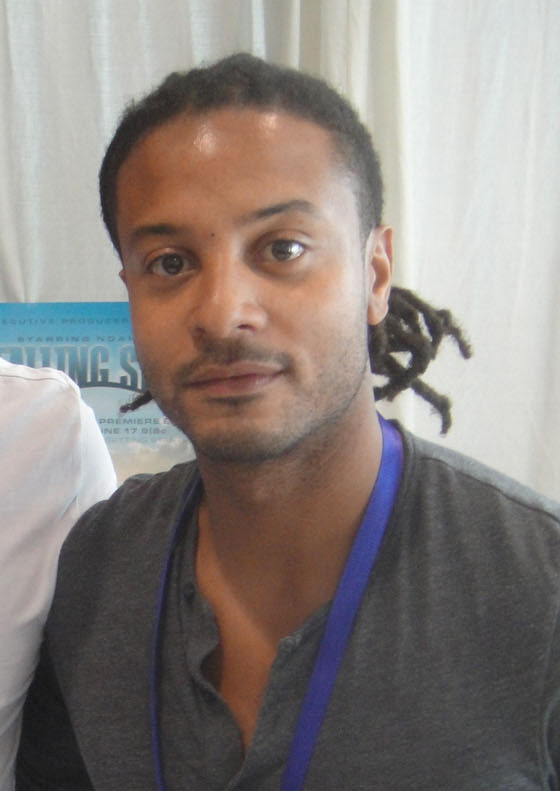
Brandon Jay McLaren interprète Dale « DJ » Jakes
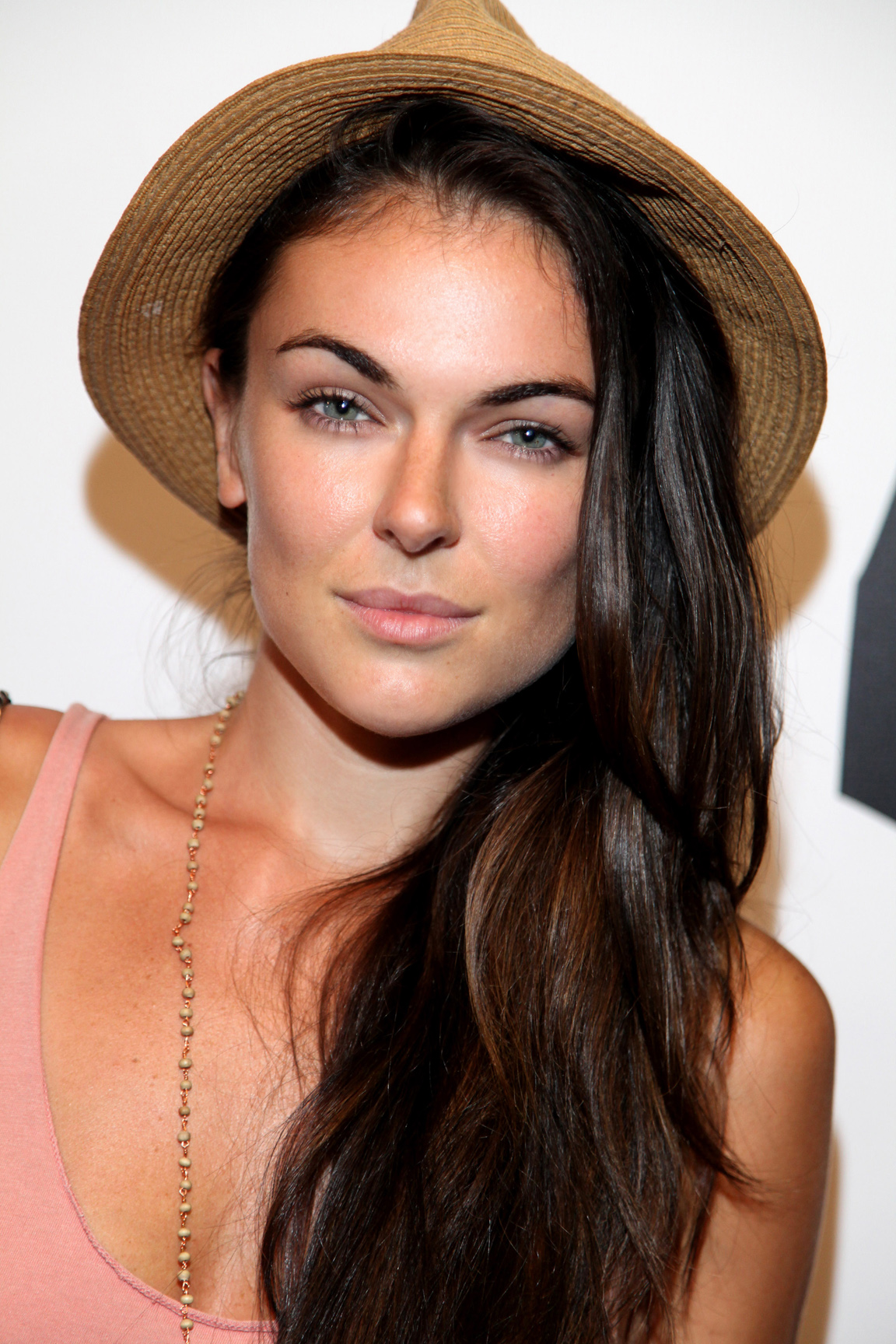
Serinda Swan interprète Paige Arkin
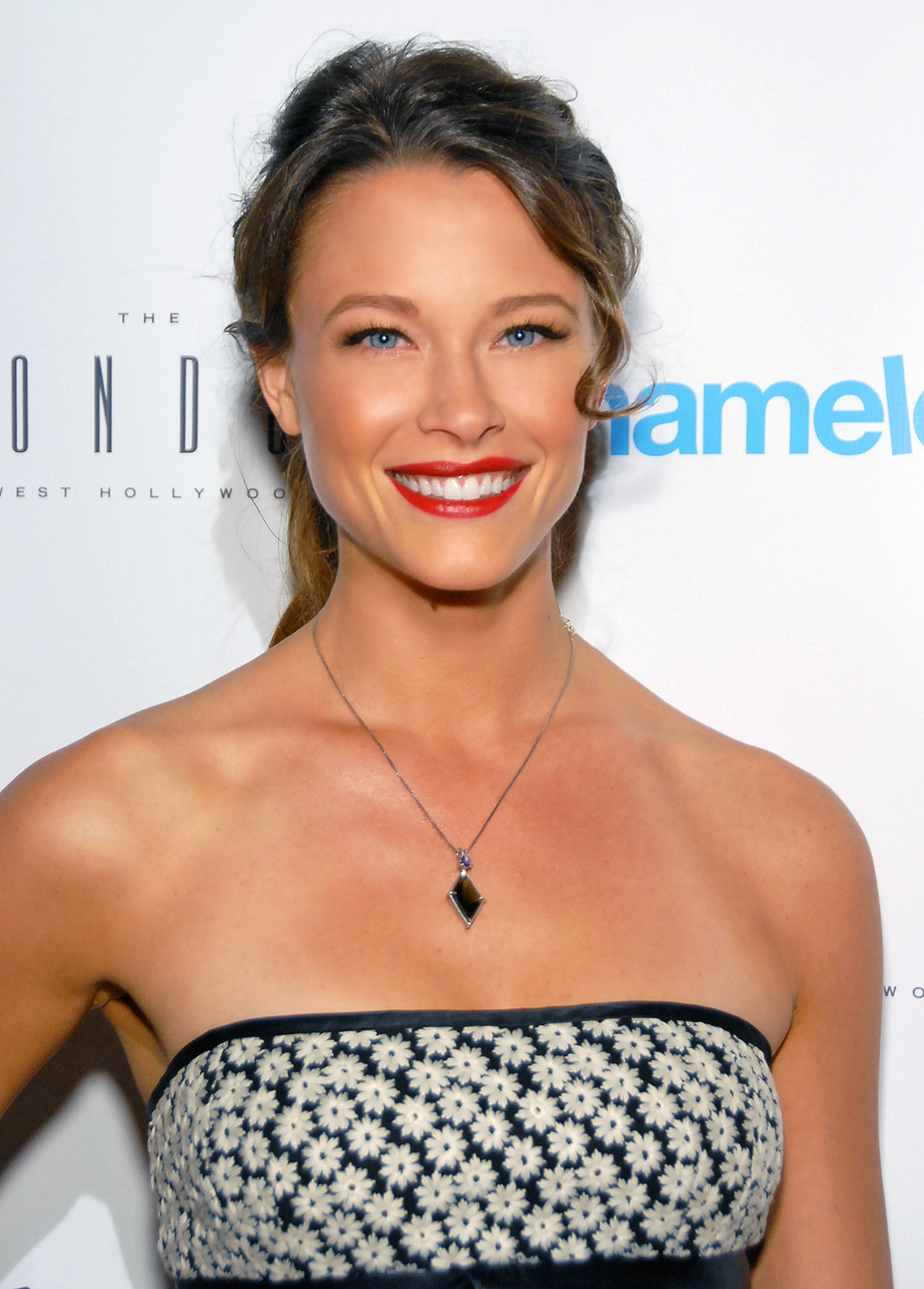
Scottie Thompson interprète Lauren Kincaid

### Acteurs récurrents
- Jay Karnes : agent Gerry Silvo (Pilot)
- Pedro Pascal (VF : Yann Pichon) : Juan Badillo (saison 1)
- Jenn Proske (VF : Nayéli Forest) : Abby (saison 1)
- Gbenga Akinnagbe (VF : Stéphane Ronchewski) : Jeremiah Bello (saison 1)
- Vincent Laresca (VF : Diego Asensio) : Rafael Cortes / Jangles (saison 1)
- Christopher Redman (VF : Benoît Du Pac) : Whistler (saison 1)
- Ciera Payton : Cassandra (saisons 1 et 2)
- Raheem Babalola : Derek (saisons 1 et 2)
- Emily Rose (VF : Marie Diot) : Jessica Foster (saison 2)
- Erik Valdez : Carlito Solano (saison 2–3)
- Jamie Gray Hyder (VF : Marie Zidi) : Lucia Solano (saisons 2 et 3)
- Brianna Brown : Kelly Badillo (saison 2)
- Nestor Serrano : Carlos Solano (saison 2)
- John Kapelos (VF : Antoine Tomé) : Lawrence (saison 2)
- Carmine Giovinazzo (VF : Sébastien Desjours) : Sid Markham (saisons 2 et 3)
- Frank Licari : Directeur du FBI
- Lawrence Gilliard Jr. : Député Sean Logan (saison 3)
- Dameon Clarke (en) (VF : Éric Missoffe) : Clarke
- Vincent Laresca : Rafael Cortes
- Coby Ryan McLaughlin (VF : Stéphane Pouplard) : Archie
- Brit Morgan (VF : Laurence Charpentier) : Amber
- Emily Rose : Jessica Foster
- Jon Sklaroff (VF : Emmanuel Karsen) : Fritz
Version française
  - Société de doublage : Anaphi[7],[8]
  - Direction artistique : Bruno Méyère[8]
  - Adaptation des dialogues : Joffrey Grosdidier

 Source et légende : version française (VF) sur RS Doublage et Doublage Séries Databse

## Production

### Développement
Le projet a débuté en octobre 2011 et un pilote a été commandé.
USA Network commande la série le 29 juin 2012 et la production reprend en novembre 2012. En avril 2013, une date de diffusion a été dévoilée pour l'été 2013.
Le 10 septembre 2013, la série a été renouvelée pour une deuxième saison de treize épisodes.
Le 11 novembre 2014, la série a été renouvelée pour une troisième saison de treize épisodes.
Le 1er octobre 2015, la série a été annulée pour faute d'audience.

### Casting
Entre novembre 2011 et mars 2012, les rôles principaux ont été attribués dans cet ordre : Aaron Tveit, Vanessa Ferlito, Brandon Jay McLaren, Manny Montana, Daniel Sunjata et Scottie Thompson ainsi que Courtney B. Vance comme invité dans le pilote.
En octobre 2012, Serinda Swan a obtenu un rôle de trois épisodes, qui est devenu un rôle principal par la suite.
Parmi les rôles récurrents et invités attribués à partir de novembre 2012 : Pedro Pascal, Mia Kirshner et Vincent Laresca.

### Fiche technique
- Titre original et français : Graceland
- Réalisation : Russell Lee Fine, Renny Harlin et Sanford Bookstaver
- Scénario : Jeff Eastin (en) et Aaron Fullerton (12 épisodes, 2013) ; Andrew Colville, Joe Henderson et Daniel Shattuck (2 épisodes, 2013)
- Direction artistique : Charles Daboub Jr. et Stephen Beatrice
- Décors : Jeffrey Scott Taylor
- Costumes : Roberta Haze et Danny Santiago
- Photographie : Edward J. Pei et Niels Alpert
- Montage : Doug Hannah et Debra Weinfeld
- Musique : Jon Ehrlich
- Casting : Gayle Pillsbury et Lori Wyman
- Production : Andrew Colville, Sean Daniel, Paul Marks et Russell Lee Fine

Coproduction : Keira Morrisette et Ed Tapia
Production exécutive : Jeff Eastin, Sean Daniel, Stephen Godchaux et Joe Henderson
- Société(s) de production : Fox Television Studios
- Société(s) de distribution : USA Network
- Pays d'origine :  États-Unis
- Langue originale : Anglais américain
- Format : couleurs - 35 mm - 1,78:1 - son Dolby Digital
- Genre : Action, policier
- Durée : 42 minutes

 Sauf indication contraire, les informations mentionnées dans cette section peuvent être confirmées par la base de données cinématographiques IMDb,  présente dans la section « Liens externes ».

## Épisodes

### Première saison (2013)
Elle a été diffusée du 6 juin au 12 septembre 2013 sur USA Network, aux États-Unis.
1. Dans le grand bain - La Vente inversée (Graceland - (Pilot 1), Graceland - (Pilot 2))
2. La Méthode Briggs (Guadalajara Dog)
3. Règlement de comptes (Heat Run)
4. La Boîte à pizza (Pizza Box)
5. À la recherche d'Odin (O-Mouth)
6. Le Mal par le mal (Hair of the Dog)
7. Une dernière dose (Goodbye High)
8. Trahison (Bag Man)
9. Soupçons (Smoke Alarm)
10. Le Château du roi (King's Castle)
11. Le rideau tombe (Happy Endings)
12. L'Épreuve du feu (Pawn)

### Deuxième saison (2014)
Elle est diffusée depuis le 11 juin 2014 sur USA Network, aux États-Unis.
1. La Ligne (The Line)
2. Les Réseaux (Connects)
3. La Fée Clochette (Tinker Bell)
4. Le Numéro magique (Magic Number)
5. Conflit d'intérêt (H-A-Double-P-Y)
6. Roulette russe (The Unlucky One)
7. Jeux dangereux (Los Malos)
8. Jusqu'au bout (The Ends)
9. Rupture de contrat (Gratis)
10. Seconde Chance (The Head of the Pig)
11. Six pieds sous terre (Home)
12. Point de rupture (Echoes)
13. À la dérive (Faith 7)

### Troisième saison (2015)
Note : Pour les informations de renouvellement voir la section Production.
Elle est diffusée depuis le 25 juin 2015 sur USA Network, aux États-Unis.
1. B positif (B-Positive)
2. Crusti Chester (Chester Cheeto)
3. Mémoire sensorielle (Sense Memory)
4. Nuit de folie (AHA)
5. Le Pin parasol (Piñon Tree)
6. Question de karma (Sidewinder)
7. Bon voyage (Bon Voyage)
8. L'Indic (Savior Complex)
9. La main glorieuse (Hand of Glory)
10. Le Maître des liens faibles (Master of Weak Ties)
11. Qui tire les ficelles ? (The Wires)
12. Comme un rat en cage (Dog Catches Car)
13. Les tigres ne vivent pas vieux (No Old Tigers)

## Accueil

### Critiques
Le site Web agrégateur de critiques Rotten Tomatoes signale un taux d'approbation de 71 % pour la première saison, avec une note moyenne de 6,3⁄10 basé sur 31 commentaires. Le site Web s'accorde pour dire que "Graceland est une série de flics basée sur une formule, mais ses rythmes serrés et ses intrigantes en font des choix évidents". Sur Metacritic, la série affiche un score de 58⁄100, basé sur 26 commentaires indiquant des avis "mitigés ou moyens".

### Audiences

#### Aux États-Unis
L'épisode pilote a réalisé une audience de 3,3 millions de téléspectateurs.
| Saison | Nombre d’épisodes | Diffusion originale | Diffusion originale | Diffusion originale | Diffusion originale            |
| Saison | Nombre d’épisodes | Années              | Début de saison     | Fin de saison       | Audience moyenne (en millions) |
| ------ | ----------------- | ------------------- | ------------------- | ------------------- | ------------------------------ |
| 1      | 12                | 2013                | 6 juin 2013         | 12 septembre 2013   | 2,23                           |
| 2      | 13                | 2014                | 11 juin 2014        | 10 septembre 2014   | 1,24                           |
| 3      | 13                | 2015                | 25 juin 2015        | 17 septembre 2015   | 848 461                        |